# Кулик Володимир Васильович
Володимир Васильович Кулик (28 червня 1930, село Лівче Сокальського повіту Львівського воєводства, тепер Люблінське воєводство, Республіка Польща — 18 січня 2009, місто Київ) — український радянський профспілковий, комсомольський і спортивний діяч, 2-й секретар ЦК ЛКСМУ, голова Комітету із фізичної культури і спорту при Раді Міністрів Української РСР.

## Життєпис
У 1954 році закінчив Львівський державний університет імені Івана Франка. Член КПРС з 1953 року.
Перебував на комсомольській роботі. До червня 1955 року — 1-й секретар Львівського міського комітету ЛКСМУ.
13 червня 1955 — 1960 року — 1-й секретар Львівського обласного комітету ЛКСМУ.
9 липня 1960 — грудні 1965 року — 2-й секретар ЦК ЛКСМУ.
У грудні 1965 — листопаді 1968 року — голова ради Союзу спортивних товариств і організацій Української РСР.
У листопаді 1968 — грудні 1973 року — голова Комітету із фізичної культури і спорту при Раді Міністрів Української РСР.
24 січня 1976 — 4 лютого 1984 року — секретар Київського міського комітету КПУ.
У лютому 1984—1990 роках — секретар Української республіканської ради професійних спілок.
З 1990 року — співзасновник, у 1991—1998 роках — 1-й віце-президент, у 1998—2002 роках — радник президента, голова комісії зі співпраці з українцями за кордоном Національного олімпійського комітету України.
Від 2002 року — на пенсії у місті Києві.
Автор книг «Від всеобучу до світових рекордів» (1972), «Олімпійський у серцях вогонь» (2008; обидві — Київ).

## Нагороди
- Олімпійський орден Міжнародного олімпійського комітету (2004)
- ордени
- медалі